# بریتانی بیرنس
بریتانی بیرنس (انگلیسی: Brittany Byrnes؛ زادهٔ ۳۱ ژوئیهٔ ۱۹۸۷) یک هنرپیشه اهل استرالیا است. وی از سال ۱۹۹۵ میلادی تاکنون مشغول فعالیت بوده‌است.
از فیلم‌ها یا برنامه‌های تلویزیونی که وی در آن نقش داشته است می‌توان به بیب اشاره کرد.